# Karl-Liebknecht-Forum

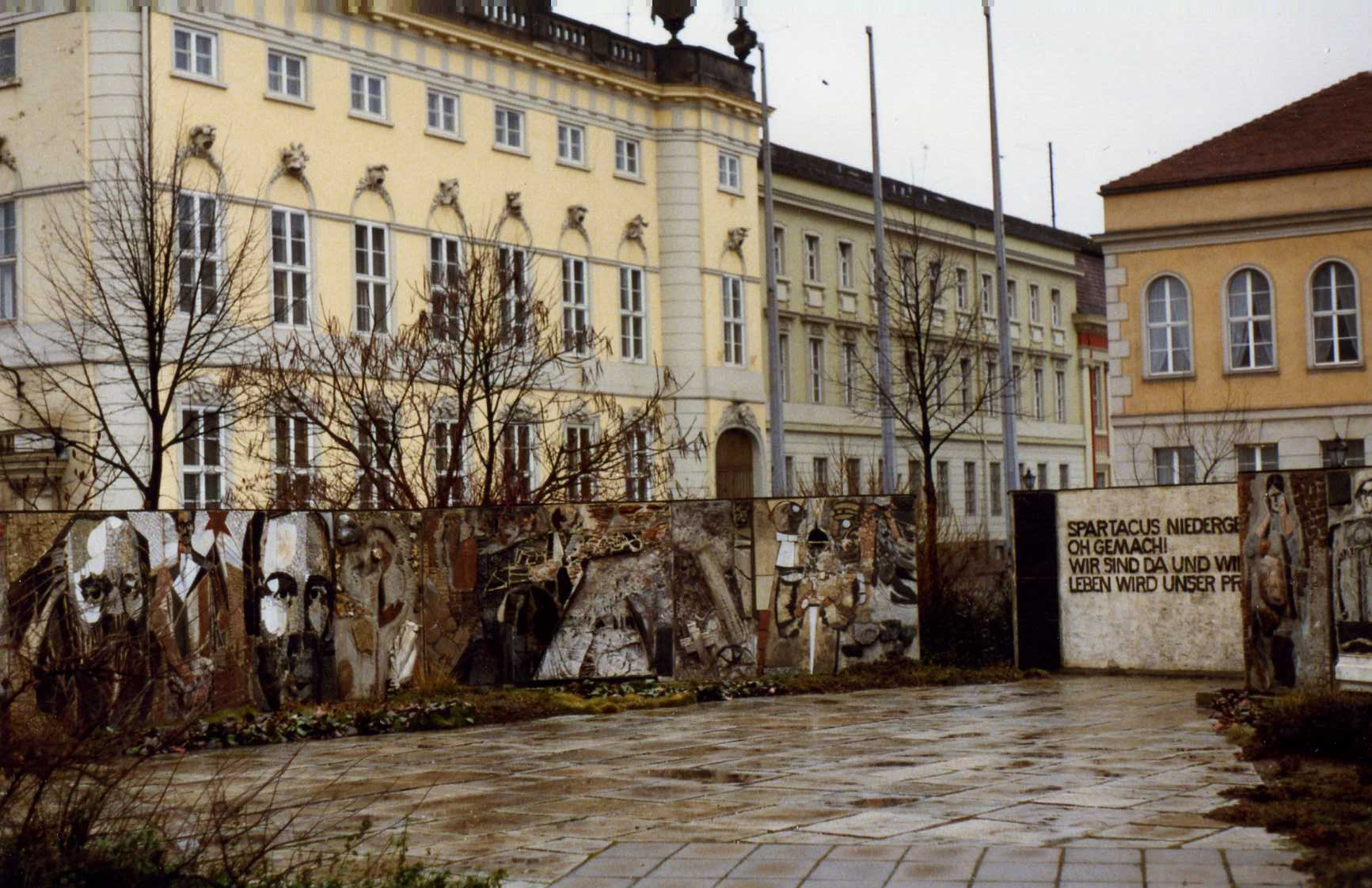
Ausschnitt der nordöstlichen Ecke des Potsdamer Karl-Liebknecht-Forums, Januar 1990

Das Karl-Liebknecht-Forum in der historischen Mitte Potsdams war ein zusammenhängendes Ensemble zwischen der südlichen Stirnseite des damaligen Ernst-Thälmann-Stadions und der heutigen Breiten Straße, die bei der Gestaltung des Forums nach dem LPD-Gründer Wilhelm Külz benannt war. Die Gesamtanlage bestand aus mehreren, sich inhaltlich aufeinander beziehenden Mosaikwänden zum Leben des KPD-Gründers Karl Liebknecht und Zitaten seines politischen Wirkens.
Ende 1958 entschied sich das Politbüro der SED gegen den Wiederaufbau des kriegszerstörten Stadtschloss und Lustgarten und anknüpfend an der „revolutionären Traditionen der Potsdamer Arbeiter das sozialistische Zentrum zu einem Karl-Liebknecht-Forum zu gestalten“. Bereits zuvor wies die Potsdamer Bezirksleitung der SED den Wiederaufbau mit dem Verweis von sich „wie viel Wohnungen man dafür bauen könnte, bzw. Kulturstätten und andere lebenswichtige Einrichtungen für die Bevölkerung“. Mit ausschlagend war die „Tatsache, daß Karl Liebknecht 1912 im Potsdamer Wahlkreis, also im damaligen Zentrum des deutschen Militarismus, in den Reichstag gewählt wurde, rechtfertigt [...] eine architektonische Gestaltung des Platzes mit solch einer politischen Aussage.“
Nach etlichen Verzögerungen bei der Umsetzung des Forums kam es 1968 und 1970 zur Aufstellung einer monumentalen Büste Liebknechts bzw. seines Standbilds auf dem Alten Markt in einer Linie zwischen dem Obelisken und der Nikolaikirche. Der Wettbewerb zur Gestaltung des Forums scheiterte an der Forderung die beabsichtigte monumentale Bebauung im modernen sozialistischen Sinne in Einklang mit dem Potsdamer Barock zu bringen. Die zusätzliche fehlende ausreichende finanzielle Untersetzung durch das Kulturministerium wurde das Forum aus den Planungen für den Alten Markt und dem Gelände des ehemaligen Schlosses herausgelöst und sinnverändert zur damaligen Wilhelm-Külz-Straße versetzt.
Das Forum wurde daraufhin zwischen 1979 und 1982 im Bereich des ehemaligen Parade- und Exerzierplatzes des im Zweiten Weltkrieg beschädigten Lustgartens errichtet. Auf anderen Teilen des Platzes und des Lustgartens befanden sich seit 1948/49 das Ernst-Thälmann-Stadion sowie ab 1967–1969 das lokale Interhotel. Der Maler und Grafiker Kurt-Hermann Kühn gestaltete das Bildprogramm des Forums mit mehreren Mosaikwänden, die durch Theo Baldens in Lauchhammer gegossene massive expressive Bronzeplastik Herz und Flamme der Revolution ergänzt wurden. Die Plastik soll an den Kampf um die sozialistische Revolution und ihre Opfer erinnern. Mosaikwände und Plastik waren durch eine Pergola miteinander verbunden. Es bestand eine Blumenbepflanzungen und leichte Erhöhung mit drei Treppenstufen zum Straßenraum der Wilhelm-Külz- bzw. Breiten Straße. Mit der feierlichen Eröffnung am 20. Dezember 1983 wurde eine Zeitkapsel in den Boden eingelassen, die sich auf Liebknecht und der Plastik bezog:

„Karl Liebknecht ist niemals gefallen. Er ist in uns Gestalt. Unser Gesang.
Er verkörpert unsere Liebe, unseren Bruderkuß - aber auch unsere Faust gegenüber dem Feind.
Karl Liebknecht heißt Herz und Flamme der Revolution, die wir weitertragen, hinein in das 21. Jahrhundert.“

Am geplanten Standort des Forums am Alten Markt wurde 1989 der Grundstein für einen neuen Spielort des Hans-Otto-Theaters gelegt. Der bereits fertiggestellte Rohbau wurde jedoch 1991 nach einem Beschluss des Potsdamer Stadtrats abgerissen. Mit dem wenige Jahre später folgenden Abriss des Ernst-Thälmann-Stadions 1999/2000 und der Anlegung des Neuen Lustgartens wurden die Mosaikwände und die Plastik des Forums hinter dem Hotel Mercure und parallel zum wieder für die BUGA freigelegten Neptunbassin aufgestellt und auf kleinerem Raum neu angeordnet. Nicht übertragen wurden die Betonpergola, die Fahnenmasten und die Bodengestaltung vom ursprünglichen Standort.